# 춘추전국 시대
춘추전국시대(春秋戰國時代, 기원전 770년 ~ 기원전 221년)는 춘추 시대와 전국 시대를 아우르는 말이며, 기원전 770년 주(周)왕조의 천도 후부터 기원전 221년 시황제(始皇帝)가 통일한 시기까지며, 선진 시대(先秦時代)라고도 한다.
550년간 지속했으며, 이 시대는 중국사상 개화결실의 시기였다. 이 시대 사상가들을 제자(諸子)라 하며 그 학파들을 백가(百家)라 부른다. 상업이 많이 발달하였고 이때부터 사용했었다.

## 배경 및 개요
주나라가 견융족에 의해 도읍을 낙읍으로 옮기자 주 왕실이 약화되어 봉건제가 약화됨에 따라 각각의 제후국들은 철제 무기로 무장한 군대를 발전시키고 인재를 등용하여 주왕실에 반기를 들고 춘추 전국 시대의 패자가 되기 위해 치열한 전쟁 및 제자백가사상, 뛰어난 왕과 장군이 나타났던 시대이다. 특히 전국칠웅이라 불리는 진, 초, 제, 연, 조, 위, 한의 일곱나라가 일어나 서로 대립했다.

## 의의
춘추 전국 시대때는 상공업이 많이 발전하였고, 철제로 된 물품을 상용하였으며, 남북조 시대와는 달리 인재의 등용에 힘을 써서 안으로는 치안과 평화를, 밖으로는 영토확장을 위한 전쟁을 하였다. 또한 제자백가등의 사상이 많이 발전되었다.

## 사상과 교육
춘추전국시대에 이르러 중국 사회는 큰 변혁을 일으켰다. 주나라 왕실이 쇠약해짐으로써 중앙집권체제는 무너지고, 각지에서 군웅이 할거함으로써 사회는 극도의 혼란 속에 빠졌다. 인구의 증가, 민족의 대이동, 정전제도(井田制度)의 붕괴 등은 봉건체제를 파괴하는 요인으로 작용하고, 제후(諸侯)들의 세력신장은 전쟁을 발발케 하는 계기를 만들었다. 따라서 전통문화는 지배력을 상실하고, 새로운 사상의 태동을 요구하는 환경이 조성되었다.
시간이 지날수록 주나라의 혈연 의식이 약화되었고 자연히 왕과 귀족들의 관계도 약화되었다. 귀족들은 춘추시대까지는 그럭저럭 주나라를 숭배하였으나 제후국 내부에서도 점점 하극상이 발생하기 시작하였고 곧 주나라 역시 하극상을 당하기 시작하였다. 춘추전국 시대의 연이은 투쟁과 경쟁에서 위기감을 느낀 귀족들은 다투어 대규모 정복, 개간사업을 추진하였고 중국의 영토는 비약적으로 증가하게 되었다.
유가와 묵가는 개인의 신분적 세습을 반대하고 실력보단 능력에 따라 사회적 지위를 누려야 한다고 주장했으며 개인보다 사회 전체의 이익을 중시하였다. 유교는 선한 사람이나 친한 사람, 위대하거나 고귀한 사람에 대한 차별적인 사랑을 주장하였고 묵가는 모든 사람에 대해 차별이 없는 겸애를 주장하였다. 법가와 병가는 부국강병을 위해서 권위와 형벌을 무기로 삼아 복종을 강요하였으며 능력보단 실력을 중시하였다. 군대에 있어서 법가는 법을 중시하고 병가는 자율성을 중시하였다. 도가는 자연이나 개인의 초월성을 추구하며 자연과 하나가 되거나 불로불사를 시도했다. 유학자들은 귀족들에게 탄압을 당하였으나 백성들에게는 빠르게 전파되었다.

## 영향
진나라의 통일은 의외로 귀족들의 멸망으로 끝나게 되었으며 진시황이나 항우의 학살과 탄압에도 불구하고 유학자들이 점점 새로운 지배층이 되었다. 한고조와 같은 평민들에게 패배한 귀족들은 민간에 흩어져 살게 되었으며 그들이 가졌던 세력과 권위는 큰 타격을 받았다. 한무제는 유학을 통치이념으로 삼았으며 장안에 태학을 설치하고 오경을 가르치는 박사를 두었다. 무제는 시험과 추천을 통하여 유학을 공부한 학자가 관리가 된다는 중요한 원칙을 확립하였다. 한서 무제기엔 다음과 같은 기록이 있다. 孝武初立，卓然罷黜百家，表章六經。遂疇咨海內，舉其俊茂，與之立功. 유학자들은 무제 이전에도 법가나 종횡가는 물론 다른 사상들을 맹렬하게 견제하였고 동중서는 사악하고 편협한 학설을 없애야 한다고 주장했다. 무제부터 법가와 종횡가 등에 속한 사람들은 출세가 금지되었다. 구귀족의 유산들은 한나라에서도 꽤 활약한 것 같으나 세력이 없어서 무제로 인하여 그대로 망했고 반대로 유학은 세력을 얻었다. 그래서 왕망 같은 유학자들은 자신감을 얻어 본격적인 유교 국가화를 시도하였다. 20세기 한국의 사학자 신채호는 왕조 교체가 빈번했던 중국의 역사에서 「혁명」이라는 이름으로 새로운 왕조가 이전 왕조를 대신할 때마다 일시적으로 요역을 면제하고 부세를 감해주는 고식적인 시혜를 베푸는 척하다가 다시 옛 왕조의 규정을 되살려서 폭(暴)으로 폭을 대신하는 무의식한 내란만 되풀이되었을 뿐 진정한 혁명은 이루어지지 않고 있었는데, 왕망만은 고대 사회주의적인 정전법(井田法)을 실행하고 한문화(漢文化)로 세계를 통일한다는 일종의 공산주의적 국가의 건설을 시도하여 토지를 평균하게 나누어 빈부의 계급을 없애자는 생각을 대담하게 실행하려고 했다며 왕망의 찬탈을 「동양 고대의 유일한 혁명으로 볼 수밖에 없다.」고 칭찬하기도 했다. 그러나 왕망은 미신적인 유학자들의 지지를 얻어 유학의 주례를 참고하여 토지 제한과 노비 매매를 금지하였으나 유학자들의 형편없는 군사기술로 인하여 호족과 부호들이 지원한 반군 세력들에 의해 멸망하게 되었다. 당시 왕망은 부호나 호족 등이 국가가 정한 세금인 30분의 1의 세금만 납부하면서 소작농에겐 절반을 소작료로 갈취하는 걸 비난하고 관료화된 한나라 군대의 충성을 얻었으나 유학자와 자신을 지지하는 도사나 무당 같은 인민들에게 군사 지휘권을 맡겨서 부호와 호족이 지원하는 반군을 이길 수 없었다. 이후 한나라는 같은 사태를 방지하기 위해 관료화된 군대를 어느 정도 호족화한다. 그러나 역시 호족에 의해 멸망하고 나중에 중국을 정복한 유목민 귀족들은 한화가 진행되기 전에는 대규모 석굴사원을 만든 선비족처럼 유교보다 업설 등이 있는 불교를 믿는 성향을 가졌으며 혈연적 세습가문을 중시하였다.
- 유가(儒家)
  - 주요 인물: 공자, 맹자, 순자
  - 주요 사상: 효제(孝悌) · 인의(仁義) · 예(禮)를 바탕으로 한 정치.
- 도가(道家)
  - 주요 인물: 노자, 장자
  - 주요 사상: 무위자연, 인위의 배격
- 묵가(墨家)
  - 주요 인물: 묵자
  - 주요 사상: 가족, 국가를 초월하는 사랑인 겸애(兼愛). 존비친소(尊卑親疎)에 입각한 차별애(差別愛)를 주장한 유가를 비판.
- 법가(法家)
  - 주요 인물: 관자(관중), 상앙(공손앙), 한비자 이사
  - 주요 사상: 법치, 절대군주에 의한 부국강병
- 농가(農家)
  - 주요 인물: 허행
  - 주요 사상: 특권층의 문화생활을 부정하고, 개농주의를 주장,

## 같이 보기
- 동주
- 춘추 시대
- 전국 시대
- 춘추오패
- 전국칠웅

## 참고 문헌
- 이 문서에는 다음커뮤니케이션(현 카카오)에서 GFDL 또는 CC-SA 라이선스로 배포한 글로벌 세계대백과사전의 내용을 기초로 작성된 글이 포함되어 있습니다.